# Georges Fouilland
Pour les articles homonymes, voir Fouilland.
Georges Fouilland est un homme politique français né le 4 octobre 1900 à Régny (Loire) et décédé le 14 janvier 1944 à Saint-Fons (Rhône).

## Biographie
Avocat et militant radical-socialiste, il est maire de Régny et député de la Loire de 1932 à 1936, siégeant au groupe radical. Battu en 1936, il reprend sa carrière d'avocat à la cour d'appel de Lyon. Il est assassiné par la Gestapo.

## Sources
- « Georges Fouilland », dans le Dictionnaire des parlementaires français (1889-1940), sous la direction de Jean Jolly, PUF, 1960 [détail de l’édition]